# Cobelodus
Genre
Cobelodus est un genre éteint de poissons cartilagineux de la famille des Symmoriidae et de l'ordre des Symmoriida. Il a vécu en Amérique du Nord, en Russie et au Kazakhstan au cours du Carbonifère supérieur (Pennsylvanien) et du Permien inférieur, il y a environ entre −315 et −285 Ma (millions d'années).

## Description
Ce « requin » primitif avait une longueur de 2 mètres. Sa tête est très arrondie, relevée et saillante par rapport au corps de l'animal, avec de grands yeux adaptés à un environnement marin profond. Sa nageoire dorsale est très décalée vers l'arrière ce qui n'en faisait pas un prédateur rapide comme beaucoup de requins. Il devait se nourrir de coquillages et de calmars.
Comme beaucoup de Symmoriida, Cobelodus possédait des appendices allongés, en forme de tentacules pointus, enracinés à la base des nageoires pectorales et longs d'environ 30 cm. Le rôle de ces appendices n'est pas clairement établi (élément de reconnaissance, rôle sensoriel dans la recherche des proies...).

## Liste desespèces
- † Cobelodus aculeatus
- † Cobelodus obliquus  Ivanov, 2005 [2]